# Latronquière

Latronquière este o comună în departamentul Lot din sudul Franței. În 2009 avea o populație de 546 de locuitori.

## Evoluția populației
| An        | 1975 | 1982 | 1990 | 1999 | 2006 | 2009 |
| --------- | ---- | ---- | ---- | ---- | ---- | ---- |
| Populație | 636  | 617  | 555  | 538  | 542  | 546  |